# Tassilo II
Tassilo II was hertog van de Bajuwaren uit Beieren, de regio Passau van 717 tot 719.

## Biografie
Tassilo II was een van de vier zonen van hertog Theodo II. Tijdens zijn leven had Theodo het land reeds opgesplitst in vier, voor elke zoon een deelgebied. Na zijn dood brak een troonstrijd uit. In 719 was Grimoald II de enige overlevende.
Over Tassilo's tijd als hertog is bijna niets bekend. Zijn bestaan wordt bevestigd in de "Codex van Salzburg" (Salzburger Verbrüderungsbuch) waar hij als ongehuwd wordt vermeld. 